# Hopi
Hopi-folket er et oprindelig amerikansk folkeslag af sydvestlige pueblo-folkeslag, der i dag bor fortrinsvis på Hopi-reservatet i nordøstlige Arizona. De betragtes sammen med zuni-folket som efterkommere af den forhistoriske anasazikultur, der byggede større bygninger som Taos Pueblo og levede i grotteboliger i bjergene af New Mexico.
Hopi var siden 16. århundrede koloniseret som slaver og bekriget voldsomt af spanske erobrere. I 1680 fik hopi samlet sig til Pueblo-opstanden, hvor det lykkedes dem at dræbe cirka 600 spaniere og fordrive over 2000 af spanske bosættere. Spanske besættere vendte dog senere med fornyet styrke og koloniserede hele New Mexico.
Hopi er agerbrugere, især kendte for deres håndværk som pottemagere og boede i landsbyer, som af spanierne blev kaldt "pueblo". Hopi blev traditionelt bekriget af det mere aggressive navajo-folkeslag, som var hyrdefolk og tit kom i konflikt over landsbesiddelser.
I det 19. århundrede pressede den amerikanske regering hopierne til at flytte i reservatet i Arizona og gik derefter i gang med at nedbryde hopi-kultur. Dette foregik ved at den amerikanske hær kom og tvangsfjernede hopi-børn fra reservatet for at sende dem i engelske kostskoler, hvor de blev omvendt til hvid amerikansk kultur og kristendom. . Hopi-reservatet blev samtidig mindre og mindre, da amerikanske bosættere og regeringsforetagender overtog mere og mere af arealet, og i det 20. århundrede fratog præsident Theodore Roosevelt hopi-folket dele af deres reservat. Samtidig har navajo-folket flyttet mere og mere ind i hopi-reservatet, hvilket også gjorde territoriet mindre.
Først i 1960'erne har præsidents Nixons regering givet hopi-folket dele af deres territorie tilbage, og der blev underskrevet aftaler mellem hopi og navajo. Derudover underskrev den amerikanske regering minekontrakter med hopi-stammerne i 1961-1963, hvor hopi fik flere millioner dollars i bytte for at give regeringen og firmaer lov til at udvinde kul og andre råstoffer på deres territorie.

Traditionel hopi-religion og mytologi indbefatter blandt andet katchina-dukker, myre-mytologi og frugtbarhedsguden Kokopelli.
De mest kendte personer fra hopi i dag er Lewis Tewanima, en olympisk løber, der vandt sølvmedalje i OL 1912 i 10.000 meter løb, og dommer Diane Humetewa, føderal dommer for staten Arizona; hun var nævnt som mulig kandidat til sædet i USA's højesteret efter Scalias død i 2016, men præsident Donald Trump valgte i stedet Neil Gorsuch.